# Come Out, Ye Black And Tans
"Come Out, Ye Black and Tans" (també coneguda com a "Black and Tan") és una cançó rebel irlandesa que fa referència als Black and Tans, la policia paramilitar auxiliar britànica que va operar a Irlanda durant la dècada de 1920. La cançó va ser escrita per Dominic Behan com a tribut pel seu pare, Stephen, tot i que l'autoria sovint s'atribueix al propi Stephen. La melodia es va adaptar d'una antiga cançó irlandesa, Rosc Catha na Mumhan, de Piaras Mac Gearailt (Pierce FitzGerald c.1709-c.1792), que també es fa servir per cantar una cançó unionista, The Boyne Water, així com per altres cançons angleses i irlandeses.
En un article sobre la violència implícita als partits de l'Old Firm, el diari Irish Independent exposava que: "existeix una imatge estereotipada dels aficionats del Celtic portant samarretes de l'"exèrcit mai derrotat" ('undefeated army') i amb el to de trucada als telèfons de la cançó 'Come out ye black and tans'."